# تشاه عربي (زيارت)
تشاه عربي (بالفارسية: چاه‌عربی) هي قرية تقع في إيران في Ziarat Rural District. يقدر عدد سكانها بـ 39 نسمة بحسب إحصاء 2016.